# Allotheca
Allotheca es un género de foraminífero bentónico de estatus incierto, aunque considerado un sinónimo posterior de Discorbis de la familia Discorbidae, de la superfamilia Discorboidea, del suborden Rotaliina y del orden Rotaliida. Su especie tipo era Allotheca megathyra. Su rango cronoestratigráfico abarcaba el Holoceno.

## Clasificación
Allotheca incluía a las siguientes especies:
- Allotheca megathyra
- Allotheca rotalia